# Campeón de Campeones 2021-22
El Campeón de Campeones 2021-22 fue la XLIX edición del Campeón de Campeones que debió enfrentar al campeón del Torneo Apertura 2021 con el ganador del Clausura 2022. El título fue adjudicado de forma automática al Atlas Fútbol Club tras ganar los dos torneos de la temporada.

## Sistema de competición
Disputarían la copa Campeón de Campeones 2021-22 los campeones de los torneos Apertura 2021 y Clausura 2022.
El Club vencedor del Campeón de Campeones sería aquel que en el partido anotara el mayor número de goles. Si al término del tiempo reglamentario el partido estuviera empatado, se procedería a lanzar tiros penales, hasta que resultara un vencedor. 
En caso de que un equipo logre ganar los dos torneos de la temporada este club se adjudicará el trofeo de Campeón de Campeones de manera automática, como fue este caso con el equipo rojinegro. 

## Información de los equipos
| Atlas |  |  |  | Campeón de la Primera División de México (Apertura 2021 y Clausura 2022) |

| Equipo | Entrenador  | Estadio | Ciudad      |
| ------ | ----------- | ------- | ----------- |
| Atlas  | Diego Cocca | Jalisco | Guadalajara |

## Ganador
| Campeón de Campeones 2021-22 |
| ---------------------------- |
|                              |
| Atlas                        |
| 5° Título                    |